# Cichorieae
Cichorieae es una tribu de plantas de flores fanerógamas perteneciente a la familia de las compuestas (Asteraceae), subfamilia Cichorioideae. Incluye 100 géneros y cerca de 1600 especies de distribución cosmopolita.

## Características de la tribu
Según diagnosis original en latín de Lamarck y de Candolle, 1806:
«Flósculos (en el sentido latín y botánico original, o sea «florecitas») todos ligúlidos y hermafroditos; receptáculo poco desarrollado; frecuentemente con savia «láctea»; hojas alternas; flores amarillas, raramente purpureas; con frecuencia erguidas.»
- Nota: el género Gundelia, en la subtribu Scolyminae, es una notable excepción, pues es espinosa y sus flores no son Lígulas pero Flósculos organizados en sinflorescencias complejas.

## Taxonomía
La tribu ha sido objeto de numerosos estudios taxonómicos. Durante muchos años se ha utilizado el tratamiento de George Ledyard Stebbins (1953) quien dividía a la tribu en 9 subtribus y una cantidad de subgrupos.  Esta clasificación fue ampliada y enmendada por Kåre Bremer en 1993 y años subsiguientes  para incluir Catananchinae del mediterráneo, Malacothricinae de América del Norte y Sonchinae, distribuida en todo el mundo.
En 2004 se propuso una nueva clasificación principalmente para los géneros norteamericanos de Cichorieae que refleja las hipótesis filogenéticas más recientes y, además, incluye a taxones que previamente no habían sido asignados con certeza a otras tribus. Así, se describieron las tribus Lygodesmiinae (para incluir Chaetadelpha, Lygodesmia y  Shinnersoseris), Pinaropappinae (para Marshalljohnstonia y Pinaropappus), Pyrrhopappinae (para Picrosia  y Pyrrhopappus). Además, se describieron tres tribus monogenéricas (Glyptopleurinae (Glyptopleura), Krigiinae (Krigia) y Phalacroseridinae (Phalacroseris)) para algunos taxones que en las clasificaciones anteriores se disponían en otras tribus. La tribu Dendroseridinae (Reichardia, Launaea) ha sido fusionada dentro de Sonchinae, a partir de los datos surgidos de los análisis moleculares de ADN de los géneros incluidos en ambas.

### Subtribus
Por lo anterior, la tribu se divide actualmente en las siguientes 11 subtribus:
- Chondrillinae
- Cichoriinae
- Crepidinae
- Hieraciinae
- Hyoseridinae
- Hypochaeridinae
- Lactucinae
- Microseridinae
- Scolyminae
- Scorzonerinae
- Warioniinae

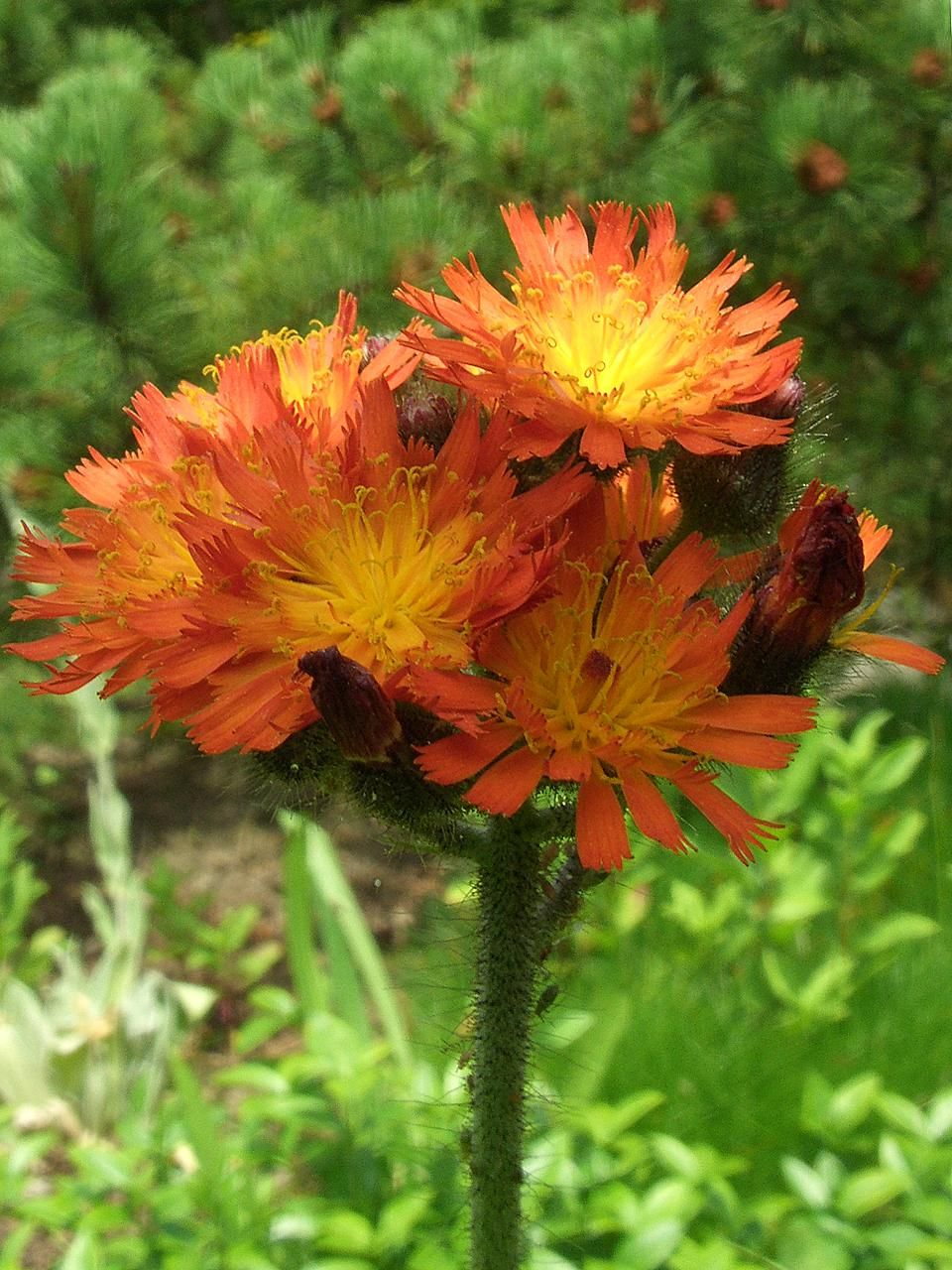
Hieracium aurantiacum.

Además, hay un número importante de especies de diversos géneros que se quedan como incertae sedis y otro grupo, igualmente nutrido, como nomina excludenda (que no son taxones de la tribu, o sea atribuidos erróneamente a la tribu Cichorieae), en particular especies descritas como pertenecientes al género Sonchus.

### Géneros y especies principales
Debido al gran número de géneros y especies que engloba la tribu, el listado de los géneros y de sus principales especies se ha editado en el siguiente Anexo:Géneros y especies de Asteraceae.
Los géneros más representados son Hieracium (500) y Crepis (200). Algunos otros géneros son: Embergeria, Hypochaeris, Lactuca, Microseris, Picrosia, Sonchus, Taraxacum.
Los límites genéricos son muchas veces problemáticos, y muchos de estos grandes géneros son frecuentemente divididos en numerosos segregados (ver K. Bremer, 1994).